# Lijst van nummer 1-hits in Frankrijk in 1989
Deze hits stonden in 1989 op nummer 1 in de SNEP Single Top 50, de bekendste hitlijst in Frankrijk.
| Datum        | Artiest                       | Titel                    |
| ------------ | ----------------------------- | ------------------------ |
| 7 januari    | David Hallyday                | High                     |
| 14 januari   | David Hallyday                | High                     |
| 21 januari   | David Hallyday                | High                     |
| 28 januari   | David Hallyday                | High                     |
| 4 februari   | David Hallyday                | High                     |
| 11 februari  | Diverse artiesten *           | Pour toi Arménie         |
| 18 februari  | Diverse artiesten *           | Pour toi Arménie         |
| 25 februari  | Diverse artiesten *           | Pour toi Arménie         |
| 4 maart      | Diverse artiesten *           | Pour toi Arménie         |
| 11 maart     | Diverse artiesten *           | Pour toi Arménie         |
| 18 maart     | Diverse artiesten *           | Pour toi Arménie         |
| 25 maart     | Diverse artiesten *           | Pour toi Arménie         |
| 1 april      | Diverse artiesten *           | Pour toi Arménie         |
| 8 april      | Diverse artiesten *           | Pour toi Arménie         |
| 15 april     | Diverse artiesten *           | Pour toi Arménie         |
| 22 april     | Boney M.                      | Megamix                  |
| 29 april     | Boney M.                      | Megamix                  |
| 6 mei        | Boney M.                      | Megamix                  |
| 13 mei       | Boney M.                      | Megamix                  |
| 20 mei       | Boney M.                      | Megamix                  |
| 27 mei       | Boney M.                      | Megamix                  |
| 3 juni       | Avalanche                     | Johnny, Johnny come home |
| 10 juni      | Avalanche                     | Johnny, Johnny come home |
| 17 juni      | Avalanche                     | Johnny, Johnny come home |
| 24 juni      | Avalanche                     | Johnny, Johnny come home |
| 1 juli       | Avalanche                     | Johnny, Johnny come home |
| 8 juli       | Avalanche                     | Johnny, Johnny come home |
| 15 juli      | Avalanche                     | Johnny, Johnny come home |
| 22 juli      | Avalanche                     | Johnny, Johnny come home |
| 29 juli      | Kaoma                         | Lambada                  |
| 5 augustus   | Kaoma                         | Lambada                  |
| 12 augustus  | Kaoma                         | Lambada                  |
| 19 augustus  | Kaoma                         | Lambada                  |
| 26 augustus  | Kaoma                         | Lambada                  |
| 2 september  | Kaoma                         | Lambada                  |
| 9 september  | Kaoma                         | Lambada                  |
| 16 september | Kaoma                         | Lambada                  |
| 23 september | Kaoma                         | Lambada                  |
| 30 september | Kaoma                         | Lambada                  |
| 7 oktober    | Kaoma                         | Lambada                  |
| 14 oktober   | Kaoma                         | Lambada                  |
| 21 oktober   | Philippe Lafontaine           | Cœur de loup             |
| 28 oktober   | Philippe Lafontaine           | Cœur de loup             |
| 4 november   | Jive Bunny & the Mastermixers | Swing the mood           |
| 11 november  | Jive Bunny & the Mastermixers | Swing the mood           |
| 18 november  | Jive Bunny & the Mastermixers | Swing the mood           |
| 25 november  | Jive Bunny & the Mastermixers | Swing the mood           |
| 2 december   | Jive Bunny & the Mastermixers | Swing the mood           |
| 9 december   | Roch Voisine                  | Hélène                   |
| 16 december  | Roch Voisine                  | Hélène                   |
| 23 december  | Roch Voisine                  | Hélène                   |
| 30 december  | Roch Voisine                  | Hélène                   |

| * Artiestenlijst Pour toi Arménie |
| --- |
| Adamo, Serge Avedikian, Marcel Amont, Animo, Rosy Armen, Charles Aznavour, Katia Aznavour, Didier Barbelivien, Phil Barney, Gilbert Bécaud, Jane Birkin, Gérard Blanc, Richard Bohringer, Zani Boni, Carlos, Jean Carmet, Jean-Pierre Cassel, Alain Chamfort, Frédéric Château, Louis Chédid, Julien Clerc, Nicolle Croisille, Dallas, David & Jonathan, Michel Delpech, Sacha Distel, Dorothée, Michel Drucker, Yves Duteil, Elsa, Jean-Pierre Foucault, Roland Giraud, Richard Gotainer, Félix Gray, Serge Guirao, Johnny Hallyday, Robert Hossein, Images, Jaïro, Véronique Jannot. Patricia Kaas, Kimera, David Koven, Gilles Lacoste, Jean-Luc Lahaye, Francis Lalanne, Serge Lama, Philippe Lavil, Lio, Marie Myriam, Didier Marouani, Mireille Mathieu, Fred Mella, Macha Méryl, Eddy Mitchell, Pierre Mondy, Gilbert Montagné, Éric Moréna, Nana Mouskouri, Georges Moustaki, Thierry Mutin, Nacash, Nicoletta, Florent Pagny, Vanessa Paradis, Popeck, Jakie Quartz, Rachid, Serge Reggiani, Renaud, Line Renaud, Pierre Richard, Dick Rivers, Patrick Sabatier, Henri Salvador, Michel Sardou, Shushana, Alain Souchon, Linda de Souza, Jean-Marc Thiebault, François Valéry, Rosy Varte, Hervé Villard, Marina Vlady, Laurent Voulzy & Jacques Weber |